# Das verlorene Regiment
Das Verlorene Regiment ist der Titel einer neunbändigen Romanreihe, die von dem US-amerikanischen SF-Autor William R. Forstchen (* 1950) in den 1990er Jahren verfasst wurde.
Sie behandelt die fiktionale Geschichte des 35. Maine Regiments, welches während des Amerikanischen Bürgerkrieges durch ein geheimnisvolles Phänomen auf eine außerirdische Welt namens Waldennia verschlagen wird.
Im Lauf der Serie gelingt es dem Befehlshaber des Unionsregiments Andrew Keane, die auf dem Planeten ansässige menschliche Bevölkerung, die aus verschiedenen Zeitaltern der Erdgeschichte zu stammen scheint, von der Herrschaft der „Horden“ zu befreien.
Diese Außerirdischen tyrannisieren bis zum Eintreffen der Yankees die von ihnen versklavten Menschen, werden aber von den kampfgeübten Blauröcken sukzessive zurückgedrängt.
Die ersten 5 Bände der Reihe sind bei Bastei Lübbe erschienen, die übrigen werden aber laut dem Verlag nicht ins Deutsche übersetzt, da die Verkaufszahlen nicht ausreichten, um die Kosten zu decken.
1. Rally Cry (1990) – Der letzte Befehl (2005)
2. Union Forever (1991) – Jenseits der Zeit (2005)
3. Terrible Swift Sword (1992) – Die Rache der Horden (2006)
4. Fateful Lightning (1992) – Der Feind im Nacken (2007)
5. Battle Hymn (1997) – Gefangen auf Waldennia (2007)
6. Never Sound Retreat (1998)
7. A Band of Brothers (1999)
8. Men of War (1999)
9. Down to the Sea (2000)